# Electroembia
Electroembia (лат.) — ископаемый род эмбий из семейства Embiidae. Балтийский янтарь. Известно 2 вида.

## Описание
Тело узко-овальное, плоское, мелких размеров. Длина около 5. Задние пробазитарзусы удлиненные или крупные, передние и задние крылья отсутствуют или полностью развиты. Самцы бескрылые, равномерно черноватые; внешне похожи на бескрылых самцов Embia. Терминалии с мембраной, медиальная расщелина десятого тергита исключительно широкая в основании основанием; срединная створка (СС) приподнята, гребневидная, каудально непрерывная с внутренним краем правого гемитергита (10 R), который имеет маленький, шиповидный апикальный отросток (10 RP); отросток левого гемитергита (10 LP) проецируется прямо назад, закручен и заканчивается в виде очень тонкой острой точкой; каудальный край составного левого парапрокта (LCB + LPPT) с широкоокруглой микроэхинуляционной долей; базальный сегмент левого церкуса постепенно расширен от основания к вершине на внутренней стороне и приобретает своеобразную клиновидную форму, внутренняя поверхность обильно микроэхинуляционная. Задний базитарзус с двумя вентральными папиллами; плантарные волоски довольно редкие, базальные значительно крупнее дистальных.

## История изучения
Род был впервые выделен в 1956 году американским энтомологом Эдвардом Россом (1915—2016) для единственного в его составе вида эмбий Embia antiqua (Pictet, 1854) из балтийского янтаря и более полувека оставался монотипическим. В 2024 году из балтийского янтаря был описан второй вид Electroembia olmii Anisyutkin et Perkovsky, 2024. Первоначально Росс рассматривал род Electroembia сходным с родами Rhagadochir и Chirembia. В 2024 году род Electroembia рассматривали близким к роду Galloembia Falières, Engel & Nel, 2021 (по строению терминального аппарата самцов), который был описан из янтаря Уазы во Франции, относящегося к раннему эоцену (Falières et al. 2021).
- Electroembia antiqua (Pictet, 1854)
  - Embia antiqua Pictet, 1854[5][6]
  - Oligotoma antiqua (Pictet)
  - Haploembia antiqua (Pictet)
- Electroembia olmii Anisyutkin et Perkovsky, 2024[1]